# Сейди Спаркс
„Сейди Спаркс“ (на английски: Sadie Sparks) е анимационен комедийно-фентъзи сериал, който се излъчва по Дисни Ченъл във Великобритания и Ирландия на 20 април 2019 г. Сериалът е създаден от Брона О'Ханлон и е копродукция между Brown Bag Films и Cyber Group Studios в Франция.

## В България
В България започва излъчване по Дисни Ченъл на 1 август 2020 г. и свършва на 12 септември. Дублажът е нахсинхронен в Доли Медия Студио и в него участват Деа Майсторска и Балена Ланджева.